# Nas (Ikaria)

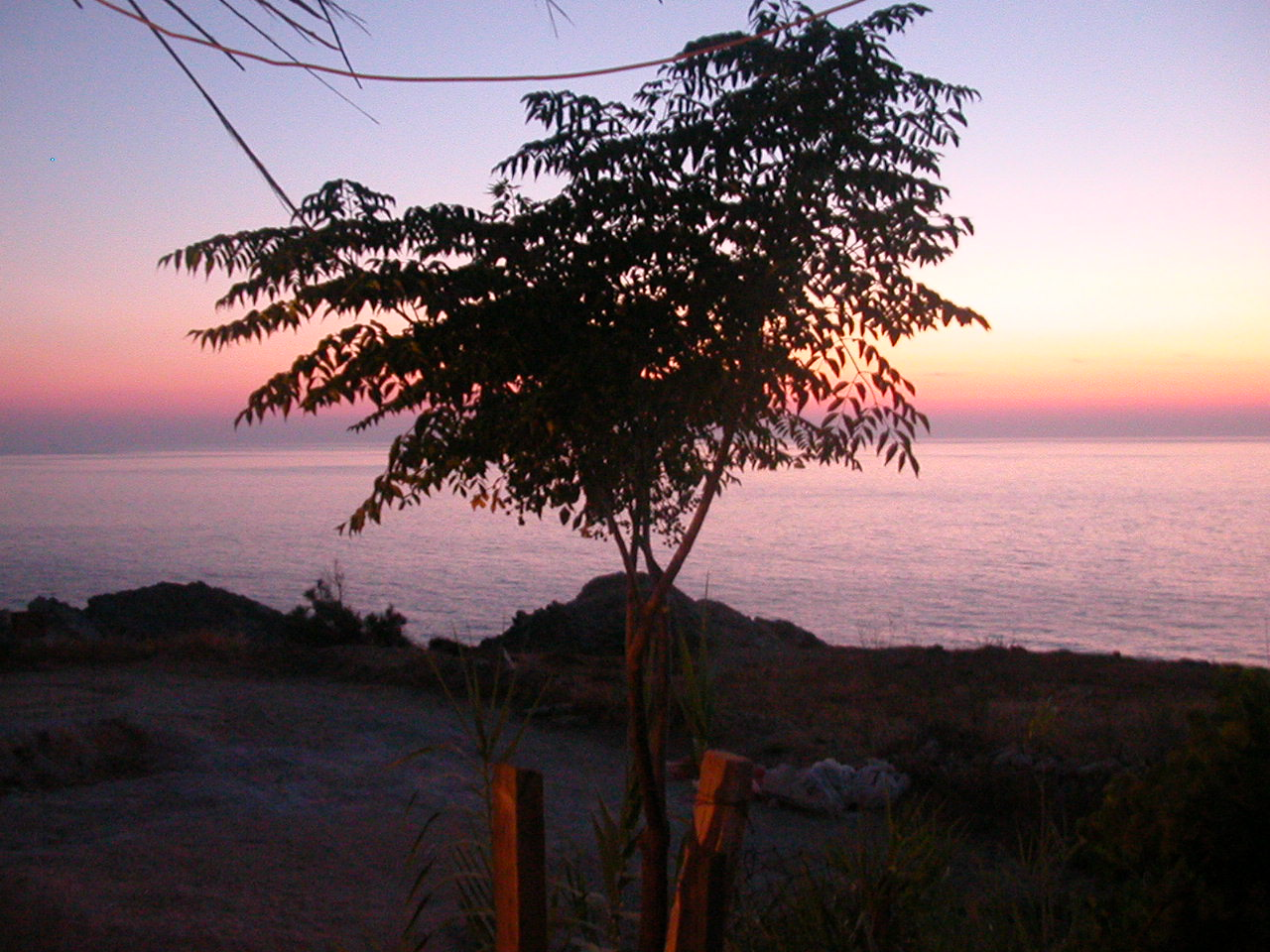
Abendrot in Nas

Nas (griechisch Νάς (n. sg.)), offiziell Kato Raches (Κάτω Ράχες (m. pl.)) ist ein Küstenort im Norden der griechischen Insel Ikaría nur wenige Kilometer südwestlich von Armenistís in der Gemeinde Raches. Am Ende einer asphaltierten Straße liegt der Ort einige Meter oberhalb einer Bucht mit Sandstrand. Im Bereich des Strandes mündet der aus der Gegend von Christos Raches kommende Bach Chalaris, dessen Lauf durch üppige, subtropische Vegetation gesäumt ist, in die Ägäis. Aufgrund des Meltemi und der daraus resultierenden Strömung ist dieser Strand einer der gefährlichsten des Landes. 
Wenige Meter vom Kiesstrand entfernt befindet sich ein Artemis-Heiligtum. Dieses Heiligtum wurde im 6. vorchristlichen Jahrhundert errichtet und hatte damals große ökonomische Bedeutung für die Insel. Danach wurde die Gegend eher gemieden. Der Tempel wurde vor ca. 150 Jahren von Einwohnern des heutigen Verwaltungssitzes der Gemeinde Christos Raches zerstört und die Steine für den Bau ihrer Kirche verwendet. Erste offizielle Grabungen fanden 1938 durch Leon Politis statt.